# Art+Feminism

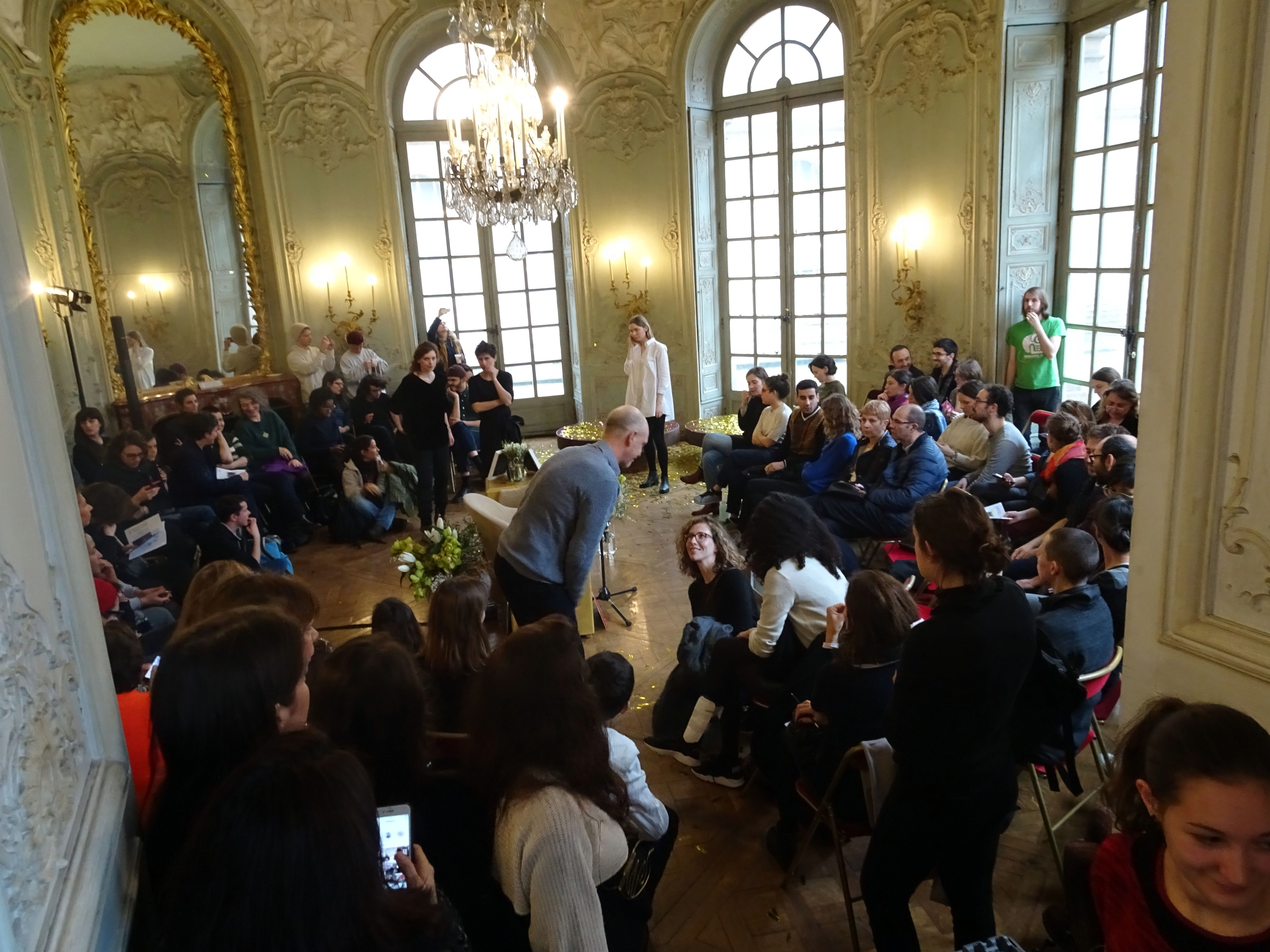
Art+Feminism 2017 à Paris.

Art and Feminism (Art+Feminism dans la version stylisée) est un edit-a-thon annuel de portée mondiale pour ajouter du contenu sur Wikipédia à propos d'artistes femmes, qui a commencé en 2014. Le projet, fondé par Siân Evans, Jacqueline Mabey, Michael Mandiberg, et Laurel Ptak est décrit comme une campagne internationale massive pour corriger un biais persistant sur Wikipédia, dont le contenu portant majoritairement sur des sujets masculins est de plus majoritairement écrit par des hommes.
En 2014, la campagne de lancement de Art+Feminism rassemble 600 bénévoles dans le cadre de 30 événements distincts. L'année suivante 1 300 bénévoles participent à 70 événements dans 17 pays sur 4 continents. À partir de ce moment, plus de 20 000 personnes ont participé à plus de 1 500 événements. Cela a conduit à la création ou l’amélioration de plus de 100.000 articles Wikipédia. Le succès d’Art+Feminism vient des efforts collectifs de personnes de divers horizons tels que les universitaires, les wikipédiens et les bibliothécaires. Ces personnes jouent un rôle de premier plan dans la promotion de leurs efforts, car l’intérêt de la société pour l’égalité des sexes dans le secteur technologique continue de croître. L’importance d’aborder les questions étroitement liées au genre s’aligne également avec les objectifs de Art+Feminism.

## Naissance
Art+Feminism débute lorsqu'une documentaliste d'Artstor, Siân Evans, travaille sur un projet concernant les femmes et les milieux artistiques pour l'Art Libraries Society of North America. Evans discute du projet avec une collègue curatrice Jacqueline Mabey, qui est impressionnée par l'éditathon organisé par la communauté wikipédienne en l'honneur de Ada Lovelace. Mabey parle avec Michael Mandiberg, professeur à l'Université de la ville de New York, qui a incorporé la contribution à Wikipédia dans le cursus de ses cours. Mandiberg s'adresse à son tour à Laurel Ptak, une collègue Eyebeam, ONG active dans les domaines de l'art et la technologie, et elle accepte d'aider à planifier l'événement. L'équipe recrute des membres de la communauté wikipédienne locale : Dorothy Howard, alors wikipédienne en résidence au Metropolitan New York Library Council, et Richard Knipel, qui représente alors le chapitre local de Wikimedia New York City.
L'une des raisons invoquées pour établir le projet Art+Feminism est de répondre aux critiques des médias concernant le système de catalogage de Wikipedia. Le projet s'évertue à combler des contenus inexistants sur Wikipédia et accroître le nombre de femmes contributrices,. Seules 17 % des biographies de personnalités notables sont des femmes et 15 % seulement des contributrices sur Wikipedia sont des femmes. Des efforts sont déployés pour promouvoir et améliorer la représentation non seulement des femmes cisgenres, mais aussi pour inclure les voix des personnes transgenres et des individus identifiables non binaires. On met également l’accent sur la nécessité de combler les lacunes dans le contenu des sujets relatifs aux arts et au féminisme. Kira Wisniewski a été nommée directrice exécutive d’Art+Feminism en 2020.

## Événements

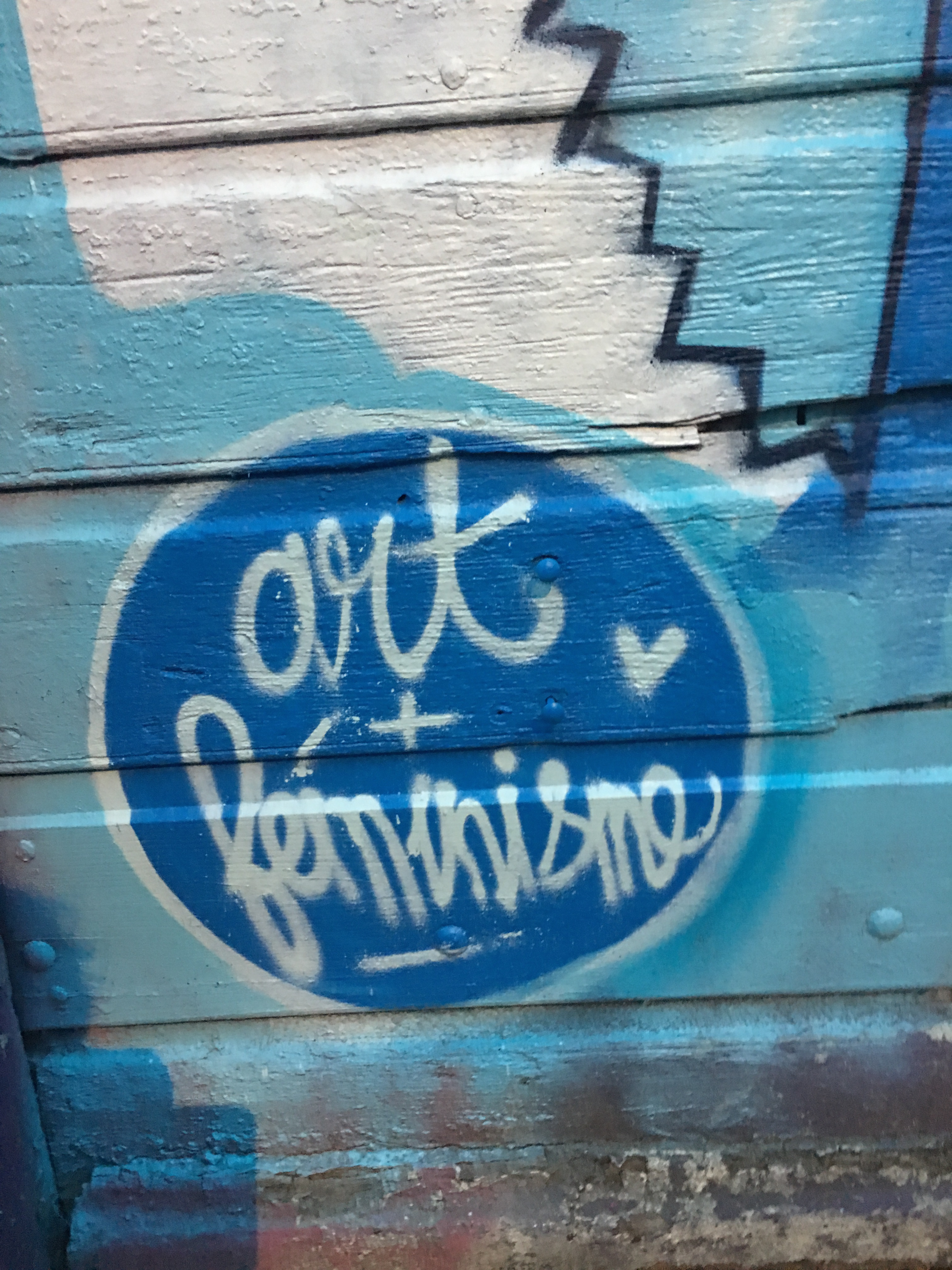
Arrivée d'Amikal devant la bibliothèque du peuple aux Grottes à Genève, 2017.

En dehors des États-Unis, les événements réalisés en 2015 ont bénéficié de couvertures médiatiques dans le monde entier : Australie, Canada, Cambodge, Inde, Nouvelle-Zélande et Écosse. Aux États-Unis, les événements ont bénéficié d'une couverture médiatique à New York, en Californie,, au Kansas, en Pennsylvanie, au Texas et dans la Virginie de l'Ouest. 
Chaque année, de nombreuses institutions universitaires aux États-Unis organisent des événements d’edit-a-thon Art+Feminism, pour encourager davantage de femmes à éditer sur Wikipédia. Ces événements d'édition ont lieu sous forme d’ateliers collectifs où les étudiants sont encouragés à se réunir pour éditer des œuvres dans un espace collectif, que ce soit en personne ou par le biais de chatrooms virtuels. Certaines de ces institutions qui participent au mouvement Art+Feminism comprennent Southern Methodist University, Ohio University,Yale University, University of Nevada, and Cornell University. 
Diverses formes d’événements peuvent être tenues par tout le monde, qui peuvent inclure des edit-a-thons, des panels / conversations et des rencontres. Ces événements peuvent être organisés en mode virtuel ou en personne pour favoriser l’accessibilité de la participation. Chaque événement a ses lignes directrices réglementées et énoncées par l’organisme. Les événements se concentrent annuellement en mars, qui est le Mois de l’Histoire des Femmes, mais leur campagne dure toute l’année.
En 2020, en raison des préoccupations liées à la pandémie de COVID-19, l’événement a été organisé virtuellement, via l’application de vidéoconférence Zoom. En 2021, la campagne Art+Feminism a de nouveau été rendue virtuelle en raison des préoccupations liées à la COVID-19.
Bien que le projet soit mondial, la directrice Kira Wisniewski vit à Baltimore et organise personnellement des événements et des collaborations avec des organisations culturelles de cette région.
Le contenu apporté par les participants aux événements de révision est suivi dans un forum de coordination sur Wikipédia. 

## Réception
En novembre 2014, le magazine Foreign Policy qualifie Evans, Mabey, Michael, Richard Knipel, Dorothy Howard, et Ptak de « global thinkers » pour leur engagement à réduire les biais de genre sur Wikipedia.
En mars 2017, Abigail Cain a écrit sur Artsy et a parlé de la façon dont cette initiative puissante et percutante aide à inciter les femmes à se rassembler pour devenir rédactrices et améliorer des articles. Cain note également que Art+Féminisme s’est développé à l’échelle mondiale et que les événements Art+Féminisme sont organisés par de grands musées et organisations artistiques.

## See also
- Feminism and criticism
- Women in Red
- Women's empowerment